# 雨森たきび
雨森 たきび（あまもり たきび）は、日本のライトノベル作家である。

## 概要
愛知県豊橋市で生まれ、高校卒業まで豊橋市で育った。中学時代に友人の勧めでライトノベルを手に取るようになり、友人と作品の感想を交わすことを日々の楽しみにしていた。高校生の頃から小説の執筆を開始し、大学生時代には文芸部に所属していた。大学生時代には2度ほど新人賞への応募を行ったが、両方とも一次選考落ちだったため、自分には才能がないと諦めていた。大学卒業後は仕事（事務職）との兼ね合いで執筆活動を休止していたが、過去に自身が抱いた夢を改めて追いかけてみようと後に思い直し、40代前半時点で再び執筆活動を開始した。2024年6月時点では九州在住である。
2020年の第15回小学館ライトノベル大賞では「俺はひょっとして、最終話で負けヒロインの横にいるポッと出のモブキャラなのだろうか」でガガガ賞を受賞し、2021年7月に同作を改題したライトノベル『負けヒロインが多すぎる！』でデビューした。

## 影響
好きなラブコメ漫画として桜井のりおの『僕の心のヤバイやつ』、赤坂アカの『かぐや様は告らせたい〜天才たちの恋愛頭脳戦〜』、いみぎむるの『この美術部には問題がある！』などを挙げており、『僕の心のヤバイやつ』と『かぐや様は告らせたい』に関しては自身の創作活動に特に影響を与えた作品として挙げている。

## 作品一覧
- 『負けヒロインが多すぎる！』（イラスト：いみぎむる、ガガガ文庫〈小学館〉、既刊9巻、2021年7月 - ）[7]